# Халладей, Говард Хэдден
Говард Хэдден Халладей (англ. Howard Hadden Halladay; 15 июня 1875 года, Элгин, Онтарио, Канада — 23 января 1952 года, округ Лос-Анджелес, Калифорния, США) — канадский фермер, страховой агент и политик. Член Палаты общин Канады (1917—1921) от Альберты. Мэр альбертского города Ханна (1913—1918).

## Биография
Родился 15 июня 1875 года в деревне Элгин (ныне — часть тауншипа Ридо-Лейкс), провинция Онтарио.
В 1913 году был избран мэром небольшого альбертского города Ханна, оставался в должности до 1918 года.
На федеральных выборах 1917 года стал кандидатом Юнионистской партии в округе Боу-Ривер. По итогам выборов одержал убедительную победу, опередив трёх других кандидатов. Был членом Палаты общин Канады в течение одного созыва парламента, после чего ушёл из политики.
Умер 23 января 1952 года в округе Лос-Анджелес, Калифорния.